# Paulina Veloso
Paulina Eliana Veloso Valenzuela (sinh tại Concepción, Chile, ngày 14 tháng 2 năm 1957) là luật sư người Chile và chính trị gia Đảng Xã hội, từng giữ chức Tổng thư ký Tổng thống Chile từ ngày 11 tháng 3 năm 2006 đến ngày 27 tháng 3 năm 2007.

## Gia đình
Velaso sinh ra tại Vùng Bío Bío, là con của luật sư Adolfo Veloso Figueroa (Đảng Xã hội) và Felicitas Valenzuela, học giả của Universidad de Concepción. Con của bà là Nicolás Grau, từng là chủ tịch của Liên đoàn sinh viên Đại học Chile (Federación de Estudiantes de la Universidad de Chile).

## Cuộc sống dưới chế độ Pinochet
Sau cuộc đảo chính Chile của Augusto Pinochet ngày 11 tháng 9 năm 1973, vị hôn phu của Veloso lúc đó (và sau này là chồng), Alexei Jaccard Siegler, bị đặc vụ của DINA giam giữ và tra tấn. Năm 1974, hai người trốn thoát và sống lưu vong ở Thụy Sĩ. Ngày 15 tháng 5 năm 1977, trong một chuyến đi tới Buenos Aires, Jaccard bị đặc vụ Chile và Argentina giam giữ dưới danh nghĩa Chiến dịch Condor. Anh ta bị chuyển đến trại tập trung ESMA, bị tra tấn và mất tích.
Paulina Veloso sống ở Thụy Sĩ trong nhiều năm. Năm 1979, bà trở về Chile. Veloso học luật tại Đại học Concepción, tốt nghiệp loại giỏi nhất. Bà tuyên thệ nhậm chức luật sư trước Tòa án tối cao Chile năm 1987. Bà từng là chủ tịch của hội luật tư tại Trường Luật thuộc Đại học Chile ở Santiago từ năm 1991 cho đến nay. Bà cũng từng là thành viên của Hội đồng Khoa luật.

## Dịch vụ chính phủ
Khi nền dân chủ lập lại ở Chile vào đầu những năm 1990, Veloso bắt đầu làm việc ở nhiều cơ quan công quyền khác nhau, bao gồm Ủy viên Lao động và Chánh văn phòng Bộ Lao động và An sinh Xã hội (Ministryio del Trabajo y Previsión) năm 1994, Phó Giám đốc Dịch vụ Phụ nữ Quốc gia (Servicio Nacional de la Mujer) từ năm 1994 đến năm 1997. Năm 2002, Tổng thống bổ nhiệm Veloso làm luật sư hỗ trợ tòa án cho Tòa phúc thẩm Santiago. Năm 2005, bà được bầu làm ủy viên Hội đồng Quốc phòng Nhà nước (Consejo de Defensa del Estado).
Veloso được Tổng thống Michelle Bachelet bổ nhiệm làm Tổng thư ký của Tổng thống, và bà đảm nhiệm chức vụ này vào ngày 11 tháng 3 năm 2006. Sự bổ nhiệm này khiến bà trở thành một trong 10 phụ nữ được bổ nhiệm vào nội các của Tổng thống Bachelet. Ngày 27 tháng 3 năm 2007, Velaso được luật sư cánh tả Jose Antonio Viera-Gallo sắp xếp làm bộ trưởng như là một phần của công cuộc sắp xếp lại nội các của Bachelet trong vụ lùm xùm của hệ thống vận tải công cộng Transantiago.